# にしき義統
にしき 義統（にしき よしむね、197？年8月23日 - ）は日本の男性漫画家・イラストレーター。九州出身。AB型。

## 人物
漫画家になったきっかけは、大学時代に進路で悩んだ結果だとのこと。アニメが好きで、中学生の頃はアニメーターになるのが夢であったという。
数々の作品を手がけ、独特の画風は評価が高く、特にTECH GIANでは1996年から2019年7月号までの23年間にわたり表紙を担当した。
また、執筆活動の傍ら、人気のあるサークルであるアリスシンドロームを主宰する。

## 作品

### イラスト
- 女族闘魔伝1 バージンハンター襲来す！！ 飯野文彦、ISBN 4878920912
- メイド イン プリンセス わかつきひかる、ISBN 4-8296-5752-9、2005年5月
- comicキャンドール - 創刊号からVol.7まで表紙
- TECH GIAN - 3号（1996年）から2019年7月号までの表紙[2]
- できたてハイスクールのパッケージ

### 漫画
- Fairy counter (富士美コミックス)
- おしかけ聖天使っ! (富士美コミックス)
- Linkage (富士美コミックス)
- Solitaire
- 私設海上自衛隊sand cruiser
- コミックカプチーノ (桜桃書房)